# Otto Lorenz (Buchhändler)
Otto Lorenz (* 5. Juni 1831 in Leipzig; † 26. März 1895 in Paris) war ein deutscher Bibliograph und Buchhändler, der im Ausland ein großes Ansehen besaß.

## Leben
Otto Lorenz war ein Sohn des Kramermeisters Christian Augustin Lorenz (1783–1854) und dessen Ehefrau Louise Henriette Löwe (1798–1866).
Sein Bruder Moritz Heinrich (1823–1895) war Kaufmann und Stadtrat in Leipzig, sein Bruder Max Augustin (1838–1879) Spinnereibesitzer in Lunzenau und Nossen. Die Quellenlage gibt über Ottos Ausbildung keine Aufschlüsse. Von 1855 an wohnte er in Paris und war zunächst Mitarbeiter bei dem Verleger und Buchhändler Charles Reinwald an dessen „Catalogue annuel de la librairie française“ (1858–1869). 1861 wurde er französischer Staatsbürger und eröffnete eine eigene Kommissionsbuchhandlung am Boulevard de Sébastopol.
1867 erschien nach kostspieligen Vorbereitungen sein erster „Catalogue général de la librairie française“, der im Anschluss an die Bibliographien von Jacques Charles Brunet und Joseph Marie Quérard die französischsprachige Buchproduktion der Jahre 1840 bis 1885 erfasste. Der französische Buchhändler Jacques Joseph Techener würdigte die Arbeiten des Otto Lorenz in der „Bibliographie de la France, Chronique“ Nr. 43 mit vollem Lob.
1876 erschien sein „Catalogue annuel de la librairie française“ und im Jahr darauf als Fortsetzung „Catalogue mensuel de la librairie française“. 
1889 verkaufte er sein Unternehmen, das bis 1945 von verschiedenen Herausgebern unter Beibehaltung des ursprünglichen Firmennamens weitergeführt wurde.
1879 belief sich die jährliche Zahl der in Frankreich hergestellten Druckerzeugnisse auf 14.000, davon waren nach den Katalogen von Otto Lorenz in Paris 5.000 Bücher in seiner Buchhandlung.
Mit den neueren Bearbeitungen der deutschen Bücherlexika durch Wilhelm Hensius und Christian Gottlob Kayser können die Arbeiten des Otto Lorenz nicht verglichen werden, denn es mangelt ihnen an biographischer Genauigkeit in allen Teilen der Titelkopien.
Lorenz ist neben Nikolaus Trübner und Bernard Quaritch der dritte große deutschstämmige Bibliograph und Buchhändler jener Zeit, der im Ausland zu großem Ansehen gelangte.